# Lee Seung-yun
Lee Seung-yun (Koreaans: 이승윤) (Incheon, 18 april 1995) is een Zuid-Koreaans boogschutter.

## Carrière
Lee nam deel aan de Olympische Spelen als deel van de Zuid-Koreaans ploeg daarmee won hij een gouden medaille. Individueel geraakte hij in de kwartfinale, hij versloeg Daniel Rezende Xavier, Miguel Alvariño en Atanu Das maar verloor van de Nederlander Sjef van den Berg. Op het testevent voor de Olympische Spelen van 2020 in Tokio won hij individueel de gouden medaille.
Hij nam in zowel 2013 als 2019 deel aan de wereldkampioenschappen, in 2013 veroverde hij de wereldtitel en in 2019 brons met Zuid-Korea. In de World Cup wist hij meermaals goud te veroveren. In 2015 en 2017 nam hij deel aan de Universiade, hij wist in beide gelegenheden in alle drie de categorieën goud te veroveren.

## Erelijst

### Olympische Spelen
- 2016:  Rio de Janeiro (team)

### Wereldkampioenschap
- 2013:  Belek (individueel)
- 2019:  's-Hertogenbosch (team)

### Aziatisch kampioenschap
- 2021:  Dhaka (individueel)
- 2021:  Dhaka (gemengd)
- 2021:  Dhaka (team)

### Universiade
- 2015:  Gwangju (team)
- 2015:  Gwangju (gemengd)
- 2015:  Gwangju (individueel)
- 2017:  Taipei (team)
- 2017:  Taipei (gemengd)
- 2017:  Taipei (individueel)

### World Cup
- 2013:  Shanghai (team)
- 2013:  Antalya (gemengd)
- 2013:  Antalya (team)
- 2013:  Wrocław (individueel)
- 2013:  Wrocław (team)
- 2014:  Medellín (individueel)
- 2015:  Antalya (individueel)
- 2016:  Medellín (team)
- 2016:  Antalya (individueel)
- 2016:  Antalya (team)
- 2019:  Nimes Tournament 1000 (indoor, individueel)
- 2019:  Vegas Shoot (indoor, individueel)
- 2019:  Medellín (team)
- 2019:  Shanghai (team)

1988: Chun/Lee/Park ·
1992: Holgado/Menéndez/Vázquez ·
1996: Huish/Johnson/White ·
2000: Jang/Kim/Ok ·
2004: Im/Jang/Park ·
2008: Im/Lee/Park ·
2012: Frangilli/Galiazzo/Nespoli ·
2016: Kim/Ku/Lee ·
2020: Kim J/Kim W/Oh ·
2024: Kim J/Kim W/Lee